# Suurisaari (ö i Finland, Södra Savolax, Nyslott, lat 61,65, long 28,69)
Suurisaari är en ö i Finland. Den ligger i sjön Matalajärvi och Alankojärvi och i kommunen Nyslott i  landskapet Södra Savolax, i den sydöstra delen av landet, 260 km nordost om huvudstaden Helsingfors. Öns area är 0,5 hektar och dess största längd är 100 meter i sydöst-nordvästlig riktning.